# Mauno Koivisto
Mauno Henrik Koivisto (n. 25 noiembrie 1923, Åbo, Finlanda – d. 12 mai 2017, Helsingfors, Finlanda) a fost președinte al Finlandei (1982–1994). A fost de asemenea prim-ministru al Finlandei (1968-1970) și (1979-1982). A fost primul social democrat ales președinte.

## Legături externe
Materiale media legate de Mauno Koivisto la Wikimedia Commons